# برنهارد خواكيم هاغن
برنهارد خواكيم هاغن (بالألمانية: Bernhard Joachim Hagen)‏ هو ملحن ألماني، ولد في 1720 في هامبورغ في ألمانيا، وتوفي في 9 ديسمبر 1787 في آنسباخ في ألمانيا.

## وصلات خارجية
- برنهارد خواكيم هاغن على موقع ميوزك برينز (الإنجليزية)
- برنهارد خواكيم هاغن على موقع ديسكوغز (الإنجليزية)